# Tityus portoplatensis
Espèce
Synonymes
- Tityus septentrionalis Armas & Abud, 2004

Tityus portoplatensis est une espèce de scorpions de la famille des Buthidae.

## Distribution
Cette espèce est endémique de République dominicaine. Elle se rencontre dans les provinces de Puerto Plata, de Duarte, de Espaillat et de Hato Mayor.

## Systématique et taxinomie
Cette espèce a été décrite par Armas et Marcano Fondeur en 1992. Tityus septentrionalis a été placée en synonymie par Teruel en 2017.

## Étymologie
Son nom d'espèce, composé de portoplat[a] et du suffixe latin -ensis, « qui vit dans, qui habite », lui a été donné en référence au lieu de sa découverte, la province de Puerto Plata.

## Publication originale
- Armas & Marcano Fondeur, 1992 : « Nuevos alacranes de Republica Dominicana (Arachnida: Scorpiones). » Poeyana, no 420, p. 1-36.